# Goniozus tibialis
Goniozus tibialis is een vliesvleugelig insect uit de familie van de platkopwespen (Bethylidae). De wetenschappelijke naam van de soort is voor het eerst geldig gepubliceerd in 1878 door Samuel Constantinus Snellen van Vollenhoven in 1878. De soort werd aangetroffen in de buurt van Den Haag.